# Norrviken (sjö)
För andra betydelser, se Norrviken (olika betydelser).
Norrviken är en långsträckt sprickdalssjö i Sollentuna kommun och Upplands Väsby kommun i Uppland som ingår i Norrströms huvudavrinningsområde. Sjön är 12,5 meter djup, har en yta på 2,49 kvadratkilometer och befinner sig 4 meter över havet. Sjön avvattnas av vattendraget Oxundaån. Vid provfiske har en stor mängd fiskarter fångats, bland annat abborre, asp, björkna och braxen.

## Beskrivning
Sjöns tillflöden kommer från Vallentunasjön och Fjäturen, och den avvattnas till Mälaren via bland annat Edsån och Edssjön i Upplands Väsby kommun.
Sjön har gett namn åt municipalsamhället Norrviken, som numera är kommundel i Sollentuna kommun. Övriga stadsdelar vid sjön är Rotebro, Häggvik och Solängen i Sollentuna och Bollstanäs i Upplands Väsby.
Vattenkvaliteten i sjön präglades under stor del av 1900-talet av utsläppen från jästfabriken, som genom övergödning gynnade utveckling av blågröna alger. Detta är ett problem än idag. Då jästfabriken på 1960-talet anslöts till Käppala reningsverk förbättrades vattenkvaliteten.
På grund av sin långsträckta form har lägena i ändarna blivit särskilt eftertraktade som plats för större gårdar. I södra änden finns Väderholmens gård, byggd av Ragnar Sellberg och numera ägd av Ragn-Sells. I norra änden ligger Sköldnora kungsgård, omnämnd bland annat av Carl Jonas Love Almqvist i romanen Drottningens juvelsmycke.
Vintertid plogar Sollentuna Fritid en 14 kilometer lång skridskobana på sjön; speciellt under helgerna kommer många människor för att åka långfärdsskridskor.

## Fisk
Vid provfiske har följande fisk fångats i sjön:
- Abborre
- Asp
- Björkna
- Braxen
- Gärs
- Gädda
- Gös
- Löja
- Mört
- Sarv
- Sutare
- Ål

## Delavrinningsområde
Norrviken ingår i delavrinningsområde (659897-162101) som SMHI kallar för Utloppet av Norrviken. Medelhöjden är 21 meter över havet och ytan är 28,91 kvadratkilometer. Räknas de 9 avrinningsområdena uppströms in blir den ackumulerade arean 101,42 kvadratkilometer. Oxundaån som avvattnar avrinningsområdet har biflödesordning 3, vilket innebär att vattnet flödar genom totalt 3 vattendrag innan det når havet efter 60 kilometer. Avrinningsområdet består mestadels av skog (35 procent). Avrinningsområdet har 3,01 kvadratkilometer vattenytor vilket ger det en sjöprocent på 8,1 procent. Bebyggelsen i området täcker en yta av 15,41 kvadratkilometer eller 42 procent av avrinningsområdet.

## Galleri

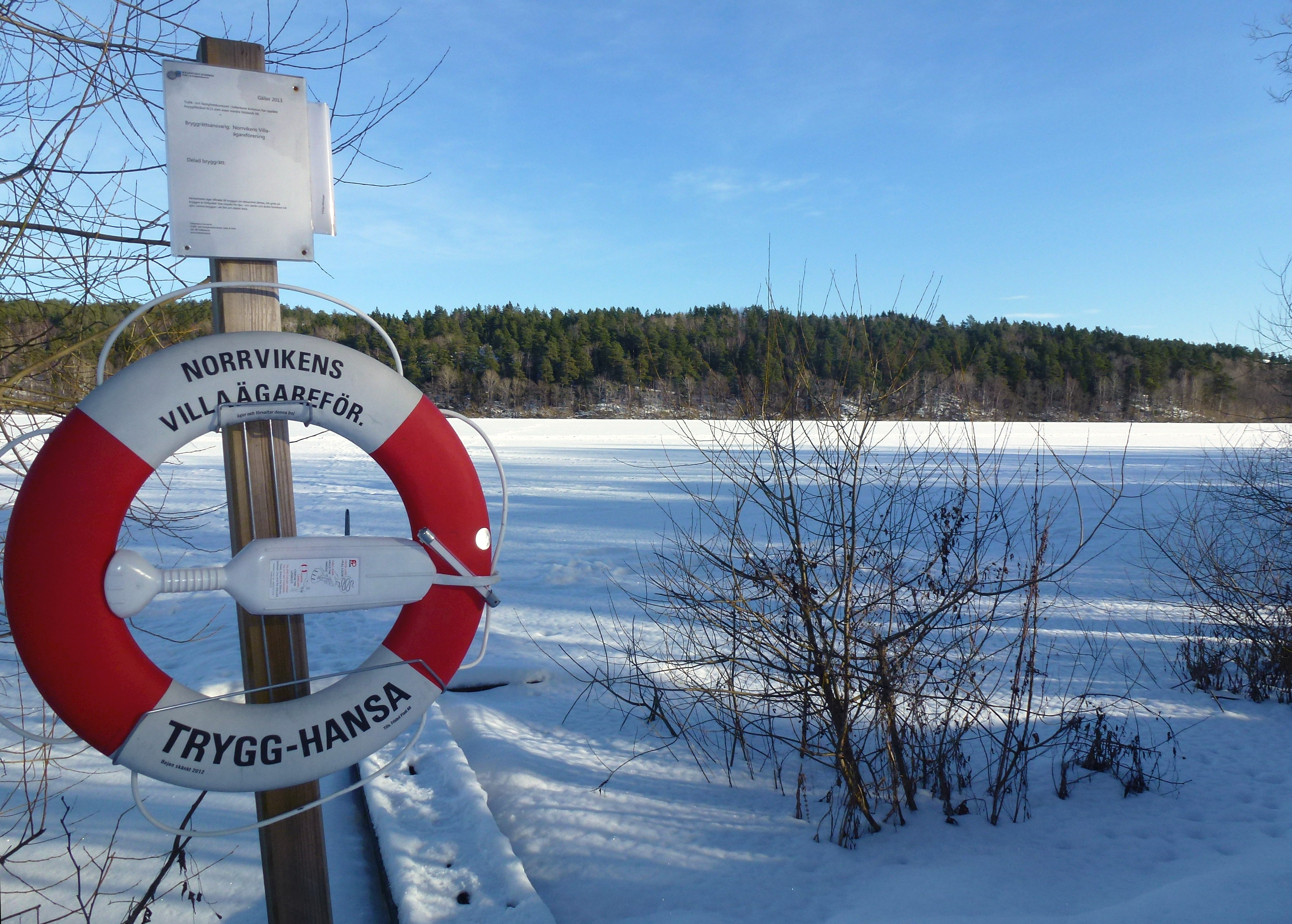
Norrviken från Strandpromenaden.
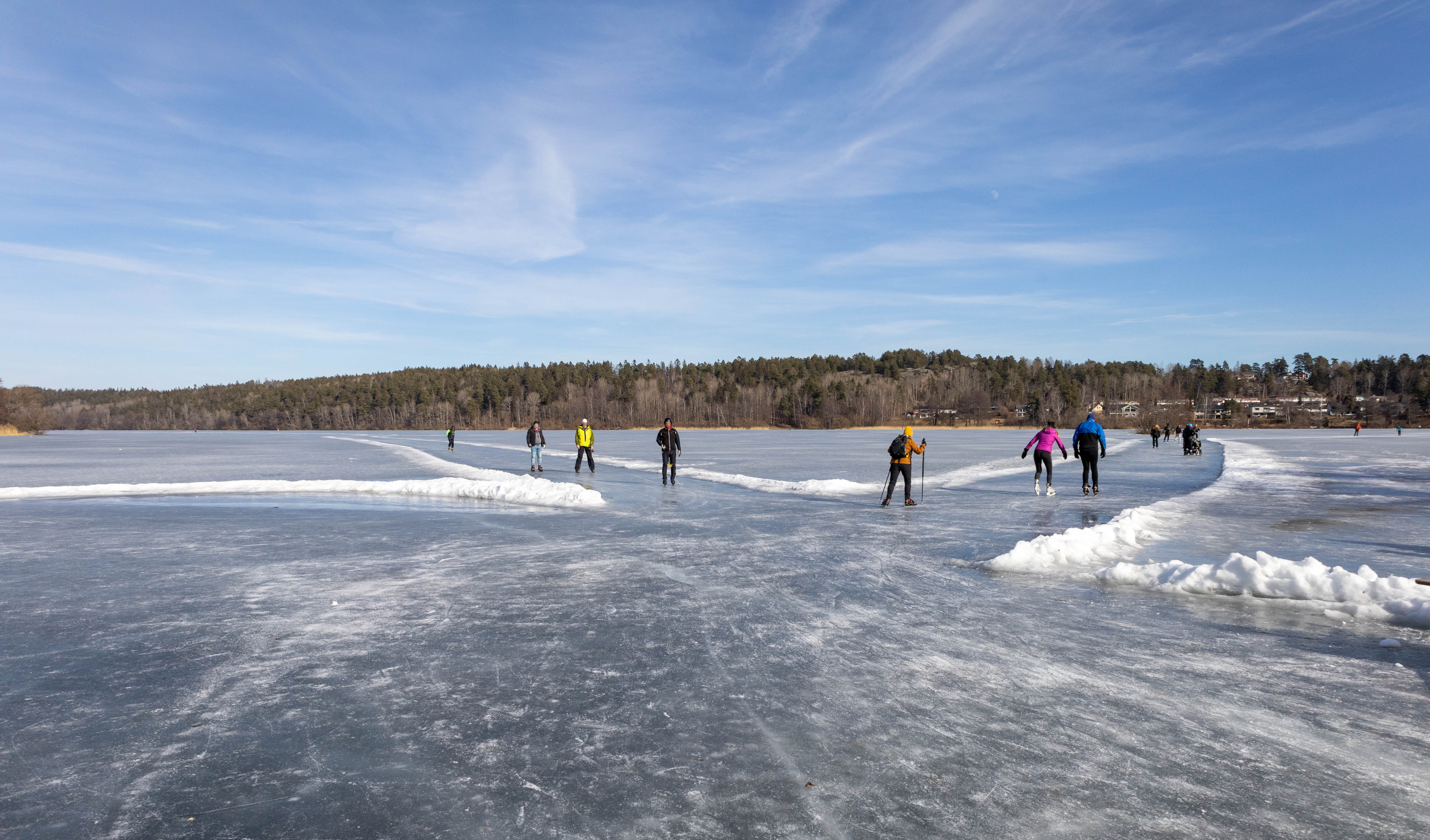
Skridskoåkning på Norrviken.
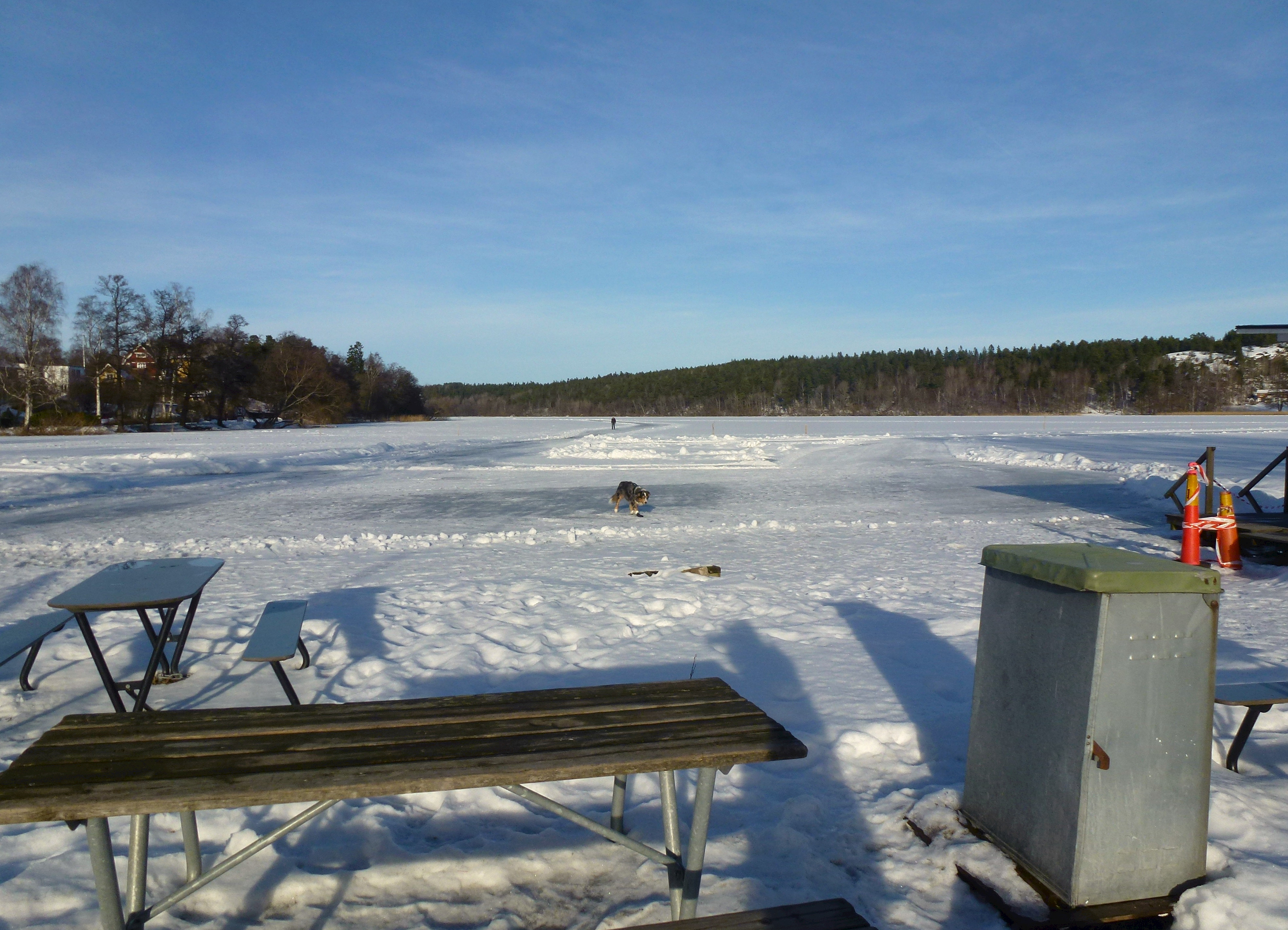
Norrvikens sjöisbana mot norr.
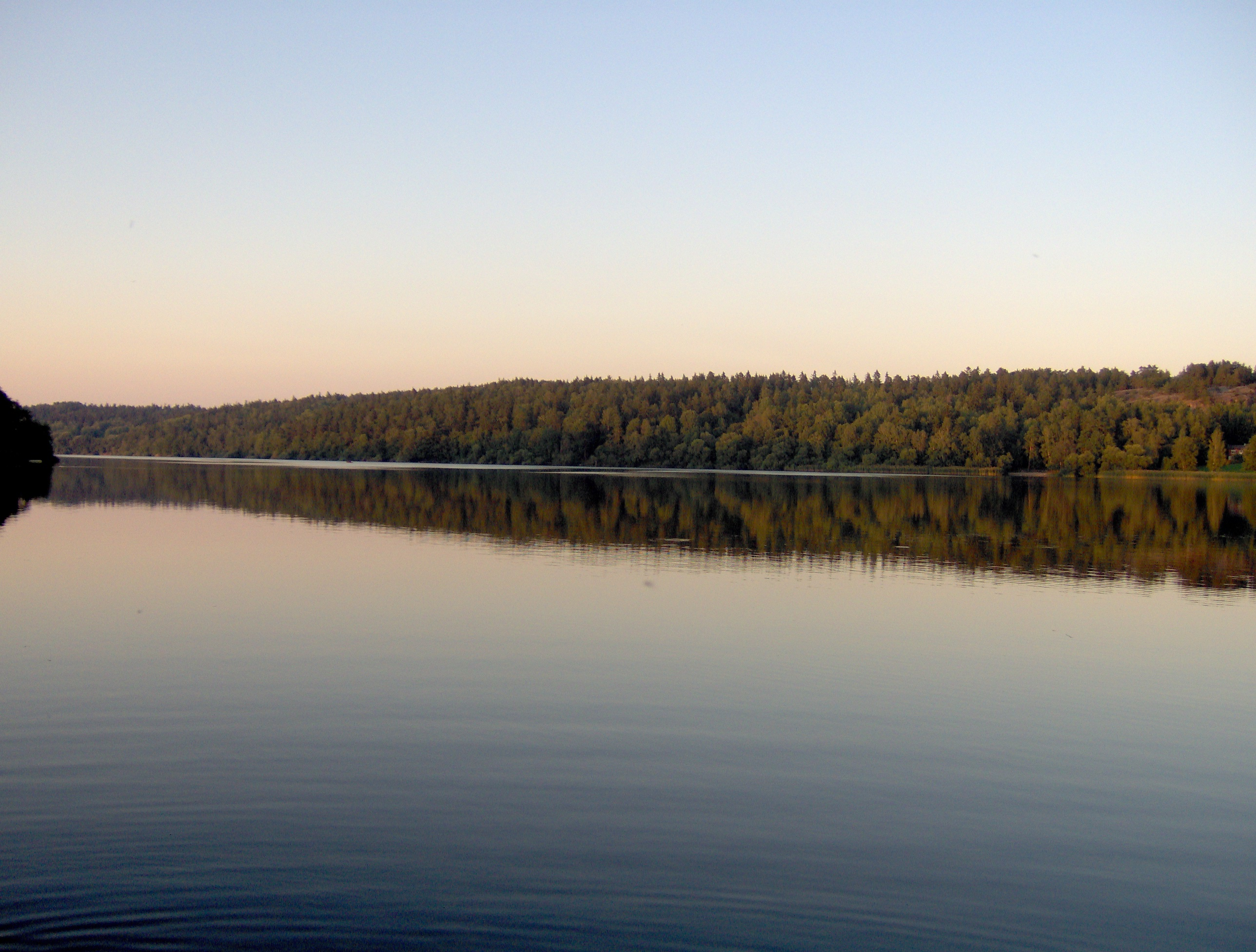
Norrviken med Törnskogen i bakgrunden.